# McLean County (North Dakota)
Das McLean County ist ein County im Bundesstaat North Dakota der Vereinigten Staaten. Der Verwaltungssitz (County Seat) ist Washburn.

## Geographie
Das County liegt etwas nordwestlich des geographischen Zentrums von North Dakota und hat eine Fläche von 6030 Quadratkilometern, wovon 565 Quadratkilometer Wasserfläche sind. Es grenzt im Uhrzeigersinn an folgende Countys: Ward County, McHenry County, Sheridan County, Burleigh County, Oliver County, Mercer County, Dunn County und Mountrail County.

## Geschichte
McLean County wurde am 8. März 1883 gebildet und am 1. November des gleichen Jahres abschließend organisiert. Benannt wurde es nach John A. McLean, der 1883 erster Bürgermeister von Bismarck wurde.

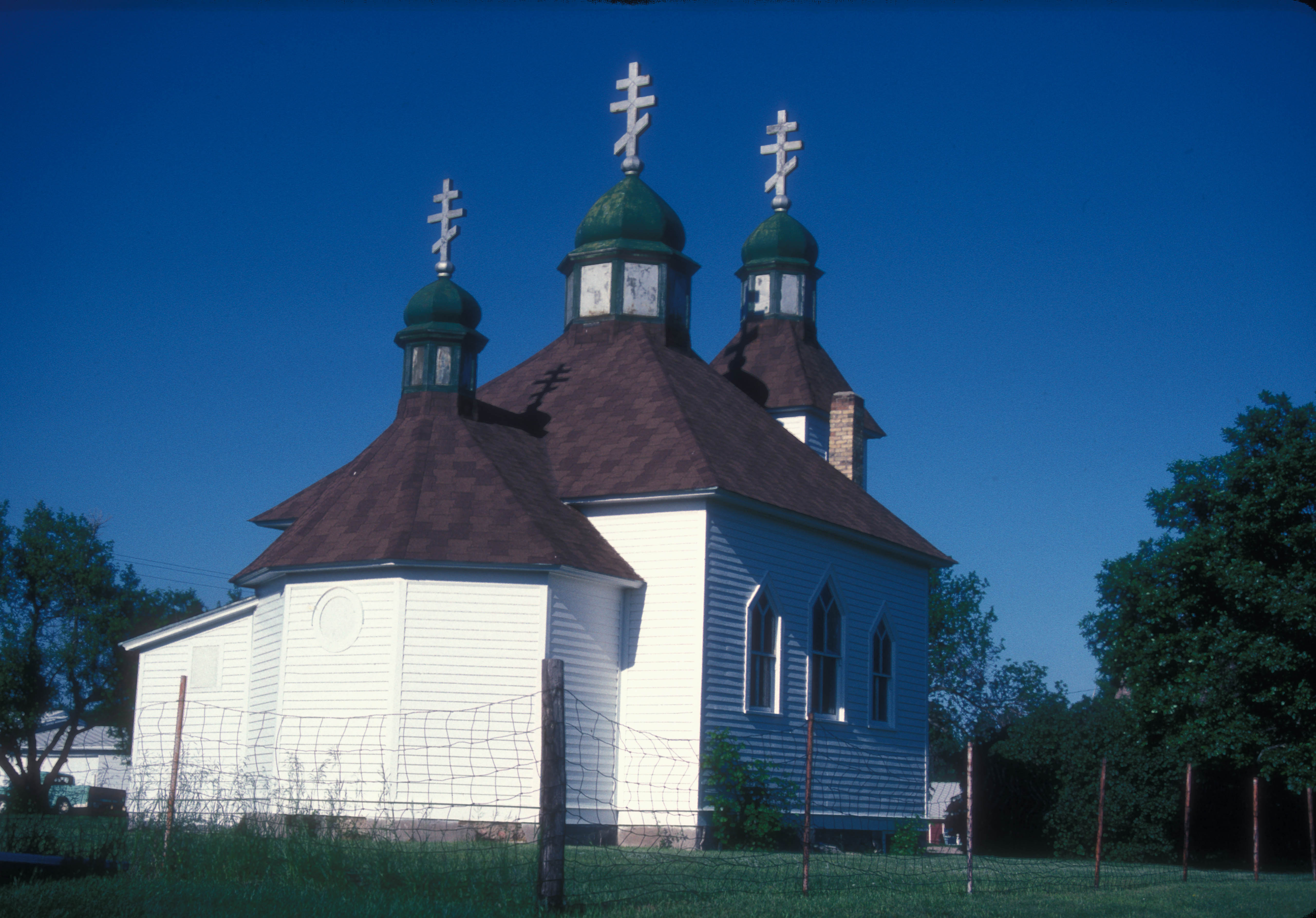
Die Holy Trinity Ukrainian Greek Orthodox Church (2007) ist eine von sieben Einträgen des Countys im National Register of Historic Places.

Sieben Bauwerke und Stätten des Countys sind insgesamt im National Register of Historic Places eingetragen (Stand 29. März 2018).

## Demografische Daten

Alterspyramide des McLean County

Nach der Volkszählung im Jahr 2000 lebten im McLean County 9.311 Menschen in 3.815 Haushalten und 2.712 Familien. Die Bevölkerungsdichte betrug 2 Einwohner pro Quadratkilometer. Ethnisch betrachtet setzte sich die Bevölkerung zusammen aus 92,52 Prozent Weißen, 0,02 Prozent Afroamerikanern, 5,95 Prozent amerikanischen Ureinwohnern, 0,12 Prozent Asiaten, 0,01 Prozent Bewohnern aus dem pazifischen Inselraum und 0,19 Prozent aus anderen ethnischen Gruppen; 1,18 Prozent stammten von zwei oder mehr Ethnien ab. 0,87 Prozent der Bevölkerung waren spanischer oder lateinamerikanischer Abstammung.
Von den 3.815 Haushalten hatten 29,3 Prozent Kinder und Jugendliche unter 18 Jahre, die bei ihnen lebten. 62,3 Prozent waren verheiratete, zusammenlebende Paare, 5,6 Prozent waren allein erziehende Mütter, 28,9 Prozent waren keine Familien, 26,6 Prozent waren Singlehaushalte und in 14,3 Prozent lebten Menschen im Alter von 65 Jahren oder darüber. Die Durchschnittshaushaltsgröße betrug 2,40 und die durchschnittliche Familiengröße lag bei 2,88 Personen.
Auf das gesamte County bezogen setzte sich die Bevölkerung zusammen aus 23,8 Prozent Einwohnern unter 18 Jahren, 5,1 Prozent zwischen 18 und 24 Jahren, 22,7 Prozent zwischen 25 und 44 Jahren, 27,9 Prozent zwischen 45 und 64 Jahren und 20,4 Prozent waren 65 Jahre alt oder darüber. Das Durchschnittsalter betrug 44 Jahre. Auf 100 weibliche Personen kamen 98,2 männliche Personen. Auf 100 Frauen im Alter von 18 Jahren oder darüber kamen statistisch 97,6 Männer.
Das jährliche Durchschnittseinkommen eines Haushalts betrug 32.337 USD, das Durchschnittseinkommen der Familien betrug 39.604 USD. Männer hatten ein Durchschnittseinkommen von 32.376 USD, Frauen 18.224 USD. Das Prokopfeinkommen betrug 16.220 USD. 10,4 Prozent der Familien und 13,5 Prozent Familien lebten unterhalb der Armutsgrenze. Davon waren 17,3 Prozent Kinder oder Jugendliche unter 18 Jahre und 12,9 Prozent waren Menschen über 65 Jahre.